# MPS 803

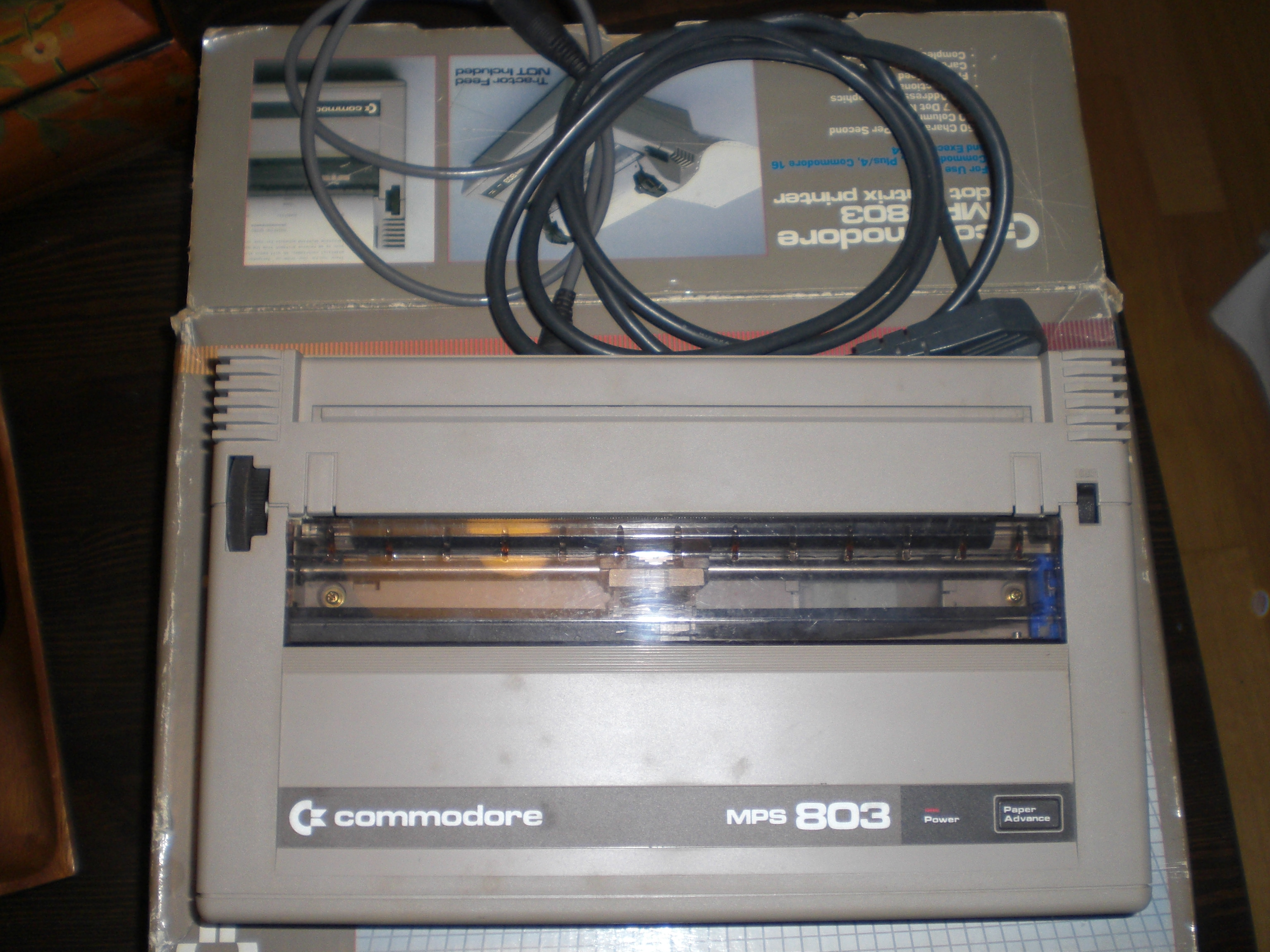
MPS 803

La MPS 803 es una impresora de matriz de puntos de siete agujas de Commodore de la serie MPS, que se lanzó en 1985. La impresora utilizaba papel continuo e imprimía con una matriz de 7x6 a 10 caracteres por pulgada y 60 caracteres por segundo, y podía imprimir en forma bidireccional; no fue desarrollada y fabricada por Commodore, sino por la empresa Both, que produjo una impresora Centronics casi idéntica, la NLQ4.
Commodore suministró la MPS 803 en dos versiones, una en el típico marrón y otra para la serie 264 en negro. A diferencia de la MPS 801, la impresora puede utilizar hojas individuales normales. No podía mostrar las líneas descendentes de las letras, aunque esto era posible a través de trucos de software. De lo contrario, todas las letras con líneas descendentes simplemente quedaban elevadadas y por encima del resto de las letras. La interfaz a la computadora era el bus IEC, una variante serial privativa del IEEE-488. La impresora tenía capacidad para gráficos, por lo que podía imprimir gráficos y texto. Además del conjunto completo de caracteres ASCII, también podía imprimir todos los caracteres gráficos de Commodore, la tipografía con barras y el texto en negativo. 
La alimentación de papel de la MPS 803 estaba destinada a hojas sueltas o un rollo de papel continuo, porque no había una guía de papel o un tractor de papel, el cual debía comprarse aparte.

## Datos técnicos
Las principales características son:
- Método de impresión: impresión matricial
- Matriz de caracteres: matriz de puntos 6 × 7
- Tamaño del personaje: Altura: 2,4 mm; Ancho 2,2 mm
- Ancho: matriz de puntos 6 × 7
- Longitud de la línea: máx. 80 columnas
- Espacio entre líneas: interruptores DIP: 6 líneas/pulgada u 8 líneas/pulgada
- Velocidad de impresión: 60 caracteres/s
- Método de impresión: impresión bidireccional
- Transporte de papel: páginas sueltas o tractor de papel continuo opcional
- Tipo de cinta: cinta KMP, nailon negro
- Ancho del papel: A4, Carta y opcionalmente papel continuo de 115 a 254 mm de ancho
- Copias/copias carbón: original + 2 copias carbón
- Gráficos: punto direccionable, 7 puntos verticales/columna, 480 puntos horizontales
- CPU: NEC µPD7811G, 128 bytes de RAM, 10 MHz
- ROM de 4 KB (EPROM 2732)
- Consumo de energía: 8 W inactivo, 30 W trabajando
- Peso: aprox. 2,0 kg
- Precio: aprox. 210 USD (año 1985), más 40 USD por el tractor de papel

## Dirección del dispositivo
La número de dispositivo estaba establecido en 4 de forma predeterminada. El valor de 4 a 11 se podía seleccionar mediante tres puentes en la placa de circuito.